# Kazys Binkis
Kazys Binkis (ur. 16 listopada 1893 w Gudelach k. Birży, zm. 27 kwietnia 1942 w Kownie) – litewski poeta i dramatopisarz.

## Życiorys
W latach 1920–1923 studiował literaturę i filozofię w Berlinie. W 1920 roku zadebiutował tomem poezji zatytułowanym Eilėraščiai, złożonym z liryk inspirowanych realiami litewskiej wsi. W późniejszym czasie związał się z ruchem literackim Keturi vėjai (Cztery Wiatry), skupionym wokół czasopisma o tej samej nazwie. Wydany w 1926 roku zbiór Šimtas pavasarių (Sto wiosen), był dużym zaskoczeniem ze względu na zerwanie z tradycyjnymi formami i skierowanie się w stronę futuryzmu. 
Wiersze Binkisa, publikowane w lokalnych zyskały znaczną popularność. Był też autorem licznych książek dla dzieci, a także dwóch sztuk teatralnych. 
Binkis był dwukrotnie żonaty. Jego druga żona, Sofija Binkienė, w czasie niemieckiej okupacji Kowna, brała czynny udział w pomocy Żydom, za co 12 września 1967 roku została uhonorowana medalem Sprawiedliwy wśród Narodów Świata. W pomaganie Żydom zaangażowani byli również pozostali domownicy, w tym Kazys Binkis, Lilijana (córka Kazysa i Sofiji, później Mozuriūnienė), Irena Nacevičiutė (córka Sofiji z pierwszego małżeństwa); Gerdas Binkis i Eleonora Binkytė (dzieci Kazysa z pierwszego małżeństwa) oraz Vladas Varčikas, ówczesny narzeczony Liliany. Wszyscy oni 26 grudnia 1988 także otrzymali medale Sprawiedliwy wśród Narodów Świata. Ponieważ sąsiedzi Binkisów nie znali rodziny Vladasa Varčikasa, Żydzi przebywający w domu Binkisów byli przedstawiani jako krewni Varčikasa.  

## Wybrana twórczość
- Eilėraščiai, (1920)
- 100 pavasarių,  (1923)
- Tamošius Bekepuris ir kitos Alijošiaus dainuškos (1928)
- Atsiskyrėlis Antanėlis (1930)
- Ir t. t. (1931)
- Meškeriotojas (1935)
- Kończ, coś zaczął (Dirbk ir baiki, 1936, tłumaczenie na język polski Jadwiga Bębnowska, ISBN 5-430-00481-2)
- Kiškių sukilimas (1937)
- Atžalynas (1937)
- Generalinė repeticija (1940)
- Raštai (1973)